# Arabische Gazelle
Die Arabische Gazelle (Gazella arabica) ist ein leicht gebauter, zierlicher Vertreter aus der Familie der Hornträger.

## Aussehen
Die Körperlänge der Arabischen Gazelle beträgt 1,20–1,60 m. Das Gewicht der Einzeltiere liegt zwischen 20 und 23 Kilogramm. In der Gesichtsmitte haben sie ein dunkles Band mit zwei weißen oder gelben Randstreifen, das mittig über die Stirn und die Nase verläuft. An der Seite des Kopfes ist ein dicker, weißer Streifen, der vom Maul bis über die Augen verläuft. Die Ohren, der Bauch und die Innenseite der Beine sind weiß. Der Rücken, der Hals, der übrige Kopf und die Beine sind bräunlich.

## Vorkommen
Die Art kommt in den Steppen, Wüsten und Halbwüsten von Saudi-Arabien, dem Iran, Oman und dem Jemen vor.

## Lebensweise
Die Lebenserwartung beträgt 10 bis 15 Jahre. Sie ernähren sich vor allem von Gräsern der Gattung Cyperus, daneben stehen auch Samen, Beeren, Nüsse und andere Früchte auf ihrem Speiseplan.
Diese Art ist tagaktiv, lebt in Herden und zieht auf der Suche nach Futter durch die Landschaft. Sie meidet nur die größte Hitze in der Mittagszeit. In dieser Zeit ruht sie meist im Schatten von Büschen o. ä. Diese Zeit nutzt sie zum Wiederkäuen ihrer Nahrung. Aufgrund ihrer Fellfärbung hebt sie sich in Ruhestellung nur schwer von der Wüstenumgebung ab. Sie sind sehr wachsame Tiere und flüchten im Bedrohungsfall durch Raubtiere meist auf Anhöhen. Ihre Fitness zeigen die Tiere durch hohe Sprünge u. ä. an.

## Fortpflanzung

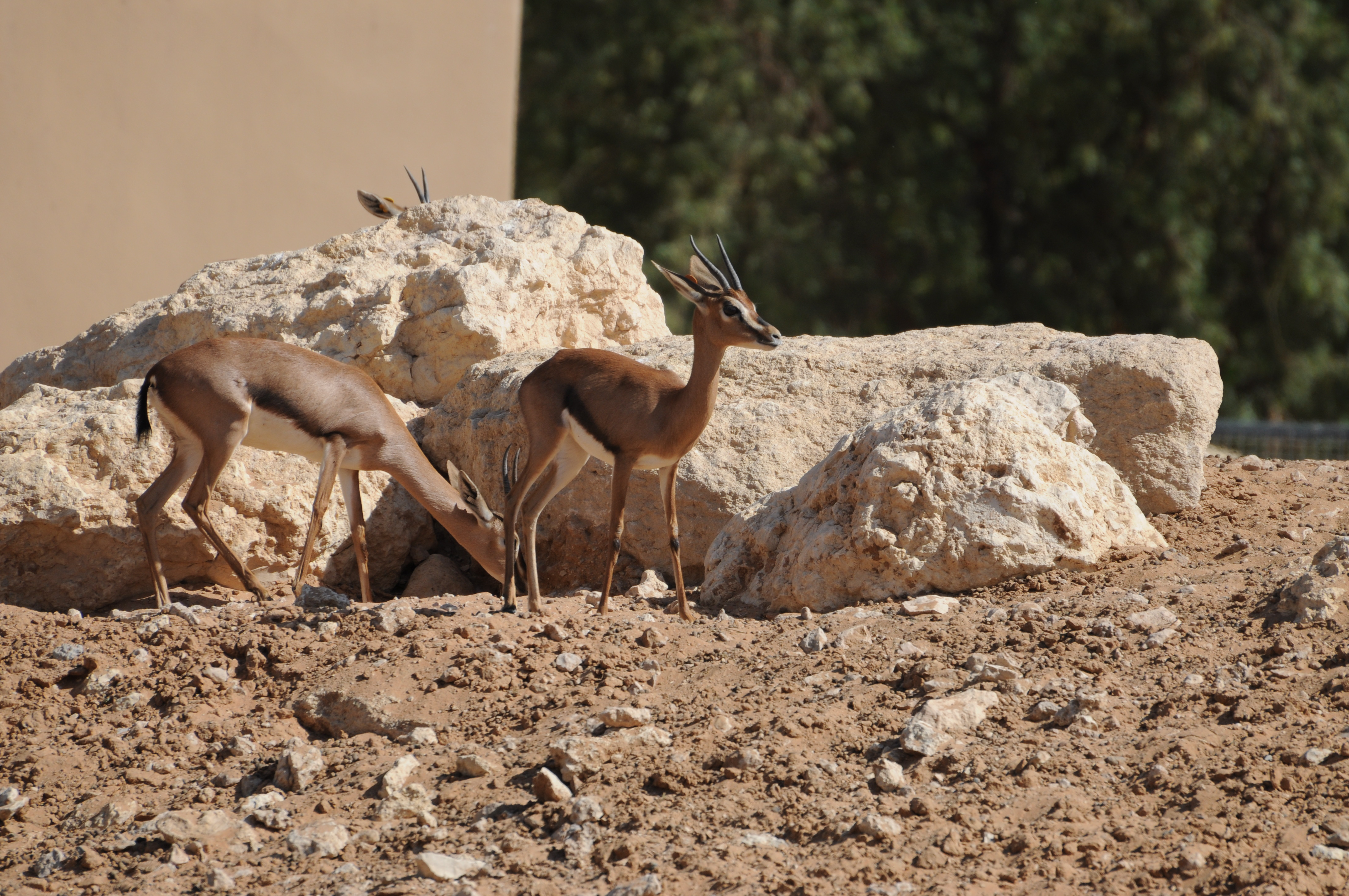
Bulle der Arabischen Gazelle untersucht den Urin während der Paarungszeit, im davor das Weibchen

Die Paarung findet im nördlichen Teil ihres Verbreitungsgebietes im August bis Oktober, im südlichen Teil von Oktober bis Dezember statt. Die Böcke demonstrieren ihre Stärke durch ein lautes Blöken und durch Zusammenstöße mit ihren Hörnern, wobei diese manchmal abbrechen. Nur die Sieger aus den Rangkämpfen paaren sich mit den Weibchen. Nach einer Tragzeit von 5 bis 6 Monaten kommt ein einzelnes, vollentwickeltes Kalb zur Welt. Dieses wird von der Mutter allein versorgt. Die Sterblichkeit der Jungtiere ist im ersten Lebensjahr sehr hoch.

## Gefährdung und Schutzmaßnahmen
Diese Art ist durch übermäßige Jagd und die Zerstörung ihres Lebensraumes in ihrem Bestand gefährdet. Die IUCN listet die Arabische Gazelle als gefährdet (Vulnerabel). Es wird von einem Gesamtbestand von weniger als 10.000 Exemplaren ausgegangen.